# Connecticut and Passumpsic Rivers Railroad
Die Connecticut and Passumpsic Rivers Railroad (C&PRR) ist eine ehemalige Eisenbahngesellschaft in Vermont (Vereinigte Staaten) und Québec (Kanada). Sie bestand als eigenständige Gesellschaft von 1835 bis 1946.

## Geschichte

### Vorgeschichte
Bereits frühzeitig plante man, eine Eisenbahn vom nördlichen Vermont an den Connecticut River zu bauen. Am 10. November 1835 wurde daher die Connecticut and Passumpsic Rivers Railroad gegründet. Die Bahn sollte zunächst entlang des Connecticut River nach Norden führen, bei Barnet jedoch in das Tal des Passumpsic River weiterführen und über die Wasserscheide hinunter in Richtung Newport am Lake Memphremagog verlaufen. Die Pläne wurden zunächst jedoch nicht verwirklicht und die gegründete Gesellschaft bestand nur auf dem Papier.

### Bau des Netzes
Der Gründungsvertrag wurde am 27. Oktober 1843 erneuert und schließlich 1846 bei White River Junction mit dem Bau begonnen. Dorthin war aus Richtung Boston bereits die Northern Railroad in Bau, die Ende 1847 eröffnet wurde. 1848 ging die Strecke der Vermont Central Railroad in Richtung Montpelier in Betrieb und 1849 erfolgte schließlich der Lückenschluss nach Süden im Tal des Connecticut River durch diese Bahn. Die Connecticut&Passumpsic Rivers Railroad eröffnete den ersten Abschnitt ihrer normalspurigen Strecke von White River Junction bis Wells River am 9. November 1848. Die drei Gesellschaften einigten sich darauf, einen gemeinsamen Bahnhof zu bauen.
Der Streckenbau wurde fortgesetzt und im November 1850 war St. Johnsbury erreicht, das später zu einem bedeutenden Kreuzungsbahnhof werden sollte. Der Bau der Strecke über die Wasserscheide gestaltete sich schwierig, außerdem verweigerte die kanadische Regierung der Bahngesellschaft eine Konzession für den Weiterbau auf kanadischem Gebiet, sodass Gelder für den Bahnbau kaum aufgebracht werden konnten. Dennoch wurde die Strecke abschnittsweise verlängert. Erst 1867 eröffnete man schließlich die Verlängerung zur kanadischen Grenze, wodurch die Gesamtlänge der Strecke auf 177 Kilometer anwuchs.

### Weitere Entwicklung
1870 verlängerte die Massawippi Valley Railway die Bahn nach Kanada hinein, wo die Strecke in Lennoxville an das Netz der Grand Trunk Railway anschloss. Zwischen Lennoxville und Sherbrooke bestand ein Mitbenutzungsrecht. Am 1. Juli 1870 pachtete die Connecticut&Passumpsic diese Bahn und führte ab Februar 1875 auch den Betrieb. Im März 1875 pachtete man gemeinsam mit der Boston, Concord and Montreal Railroad für ein Jahr die Missisquoi and Clyde Rivers Railroad, deren Strecke von Newport westwärts ebenfalls zur kanadischen Grenze führte, sowie die South-Eastern Railway, die an diese Bahn anschloss und nach Brookport führte, wo Gleisanschluss in Richtung Montreal bestand. 
Nachdem die C&PRR die insolvente Missisquoi&Clyde Rivers am 9. Dezember 1880 erworben hatte und in Newport and Richford Railroad umgegründet hatte, verpachtete sie diese Bahn ab 8. Juni 1881 an die Montreal and Atlantic Railway, die aus der South-Eastern Railway hervorgegangen war.
Am 1. Januar 1887 leaste schließlich die Boston and Lowell Railroad die C&PRR für 999 Jahre. Dieser Vertrag wurde drei Monate später auf die Boston and Maine Railroad übertragen, nachdem diese die Boston&Lowell ihrerseits gepachtet hatte. Die Boston and Maine führte ab diesem Zeitpunkt den Betrieb auf der Connecticut&Passumpsic Division, wie die Strecke nun genannt wurde. Mitte der 1920er Jahre beschloss die Boston&Maine, ihr Netz zu vereinfachen und einige Strecken, vor allem die auf kanadischem Staatsgebiet, abzustoßen. Daher verpachtete man ab dem 1. Juni 1926 die Strecke von Wells River bis Lennoxville an die Quebec Central Railway, eine Tochtergesellschaft der Canadian Pacific Railway. Der in Kanada liegende Abschnitt wurde später an diese Gesellschaft verkauft. 1946 wurde schließlich die C&PRR aufgelöst und vollständig in die Boston&Maine eingegliedert. Die Strecke besteht bis Newport noch heute und wird durch die Washington County Railroad benutzt. Der Abschnitt von Newport bis zur kanadischen Grenze wurde Ende 2002 stillgelegt.